# Placówka Straży Celnej „Sromowce Niżne”

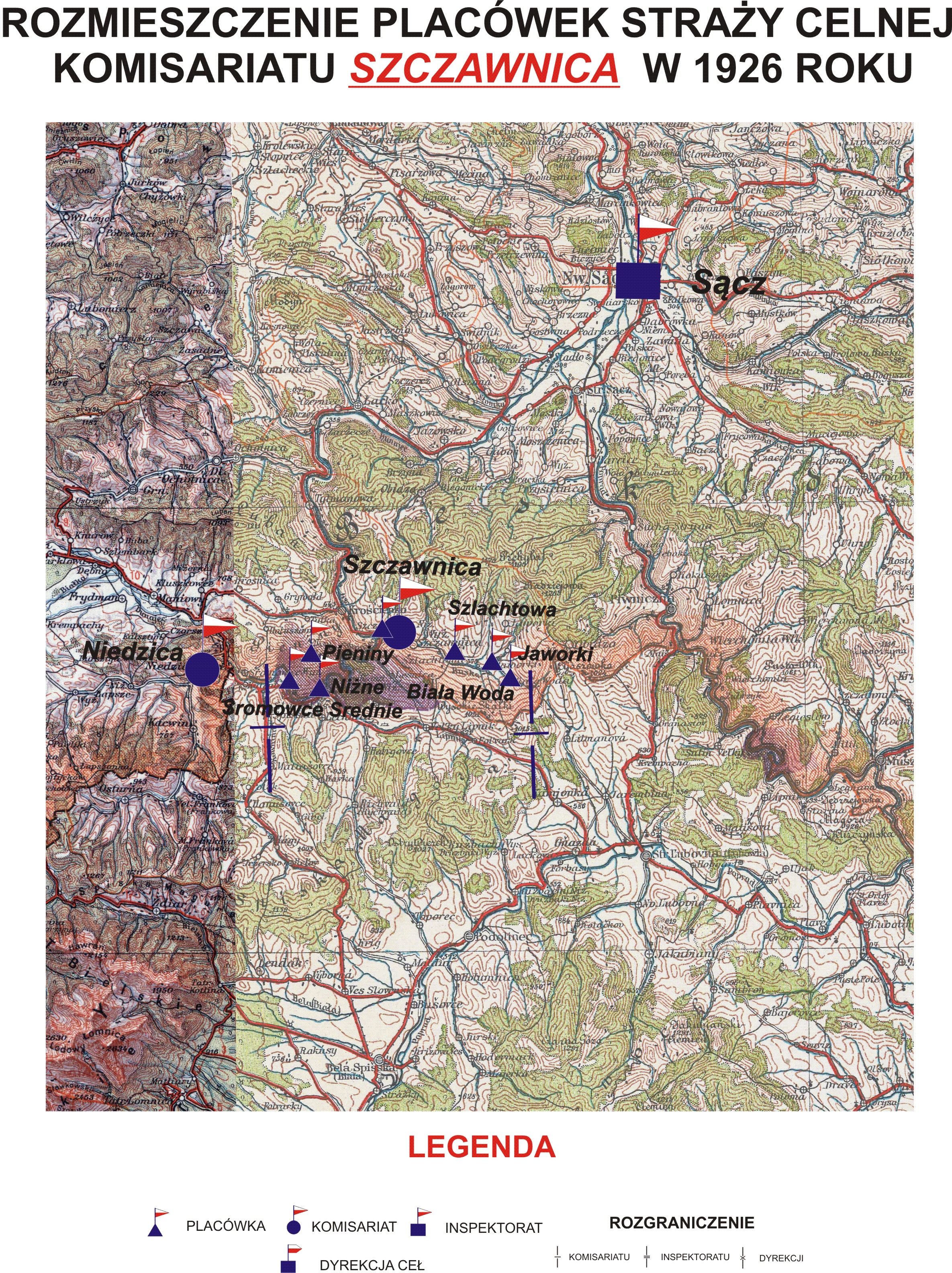
Rozmieszczenie placówek SC Komisariatu Szczawnica w 1926 r.

Placówka Straży Celnej „Sromowce Niżne” – jednostka organizacyjna Straży Celnej pełniąca w okresie międzywojennym służbę ochronną na granicy polsko-czechosłowackiej.

## Formowanie i zmiany organizacyjne
Na wniosek Ministerstwa Skarbu, uchwałą z 10 marca 1920 roku, powołano do życia Straż Celną. Jednostki Straży Celnej rozpoczęły przejmowanie odcinków granicy od pododdziałów Batalionów Celnych. W 1922 roku w Szczawnicy stacjonował sztab 2 kompanii 8 batalionu celnego. Kompania wystawiała również placówkę w Sromowcach Niżnych. Proces tworzenia Straży Celnej trwał do końca 1922 roku. Placówka Straży Celnej „Sromowce Niżne” weszła w podporządkowanie komisariatu Straży Celnej „Szczawnica” z Inspektoratu SC „Sącz”.
W drugiej połowie 1927 roku przystąpiono do gruntownej reorganizacji Straży Celnej. W praktyce skutkowało to rozwiązaniem tej formacji granicznej. Ochronę północnej, zachodniej i południowej granicy państwa przejęła powołana z dniem 2 kwietnia 1928 roku Straż Graniczna.
Rozkazem nr 5 z 16 maja 1928 roku w sprawie organizacji Małopolskiego Inspektoratu Okręgowego dowódca Straży Granicznej gen. bryg. Stefan Pasławski powołał komisariatu SG „Krościenko”, a rozkazem nr 7 z 25 września 1929 roku w sprawie reorganizacji i zmian dyslokacji Małopolskiego Inspektoratu Okręgowego komendant Straży Granicznej płk Jan Jur-Gorzechowski utworzył placówkę Straży Granicznej I linii „Sromowce Niżne”.

## Funkcjonariusze placówki
Kierownicy placówki
| stopień    | imię i nazwisko, numer | okres pełnienia służby | kolejne stanowisko |
| ---------- | ---------------------- | ---------------------- | ------------------ |
| przodownik | Roman Fąferek (361)    | był w 1926             |                    |

Obsada personalna placówki w 1926:
- przodownik Roman Fąferek (361)
- starszy strażnik Józef Rzeszótko (1260)
- strażnik Stanisław Cichoń (1886)
- strażnik Józef Gala (1145)
- strażnik Franciszek Karpiński (1206)
- strażnik Jan Kulpa (1207)
- strażnik Franciszek Marek (1117)
- strażnik Jakub Włodarczyk (1231)